# La Saga de Los Confines
La Saga de los Confines es el título de una colección de tres novelas escritas por la autora argentina Liliana Bodoc, y cuyos títulos son Los días del Venado, Los días de la Sombra y Los días del Fuego, acompañados de un cuarto libro de relatos, que transcurren antes, durante y después de la trilogía principal, titulado Oficio de Búhos. Esta obra se inscribe en el género de la fantasía heroica y se desarrolla en un mundo imaginario llamado Las Tierras Fértiles, aunque parte de la acción transcurre en las Tierras Antiguas. El eje de la saga es la lucha de los pueblos de las Tierras Fértiles contra las huestes del perverso Misáianes, hijo de la Muerte.

## Argumento
En Los Confines, el extremo sur de las Tierras Fértiles habita el pueblo de los Husihuilkes, uno de cuyos hombres más característicos es Dulkancellin

## Personajes
- El personaje principal de Los Días del Venado era Dulkancellin, guerrero de la tribu husihuilke y alma de la lucha contra los invasores.

- Sin embargo toda su familia tiene gran protagonismo. Thungür, el mayor, también es actor central de la guerra, y figura principal en Los Días de la Sombra y Los Días del Fuego. Vieja Kush, madre de Dulkancellin, y abuela de los hijos de este, participa activamente a lo largo de toda la saga. Cucub es un personaje de una raza denominada zitzahay que aporta las dosis de humor, y que se convierte en héroe contra su voluntad.

- También hay personajes mágicos, como el brujo Kupuka y los demás Brujos de la Tierra: el Masticador, el Ahijador, el Padrecito del Paso, Tres Rostros y Welenkín, los cuales luchan con sus propias armas contra los conquistadores. La magia juega una parte importante en la trama de las tres novelas.

- La mayoría de los personajes interviene en los tres volúmenes de la Saga, aunque hay algunos que adquieren más participación en determinado momento. En Los Días del Fuego nos encontramos con muchos personajes nuevos de las Tierras Antiguas.

- En cuanto a las fuerzas del mal, Misáianes es el personaje clave. Es encarnación del Odio Eterno e hijo de la Muerte, personaje dantesco que tras sojuzgar a las Tierras Antiguas pretende hacer lo mismo con las Tierras Fértiles.

- La Muerte tiene un papel central en Los días de la Sombra. Ella es quien, desobedeciendo el mandato de no engendrar vida, concibe a Misáianes.

- Otro personaje maligno es Drimus, El Doctrinador, mago que sirve a Misáianes y que enfrenta sus poderes malignos a los Brujos de la Tierra. Entrena feroces y sangrientos perros muy útiles en las batallas y para la caza de personas.

- Los conquistadores son llamados "sideresios", colectivo que no permite saber si se trata de una raza o un gentilicio nacional. Son simples peones de Misáianes y no tienen casi protagonismo individual, aunque las descripciones que de ellos se hacen los muestran como seres embrutecidos y crueles, aunque débiles y cobardes. (Vale aclarar que en la obra se menciona que los sideresios son el conjunto de varias razas en torno al servicio a Misáianes)